# Correggese Calcio 1948
La Società Sportiva Dilettantistica Correggese Calcio 1948, meglio nota come Correggese, è una società calcistica italiana con sede a Correggio, in provincia di Reggio Emilia. Milita in Serie D, la quarta divisione del campionato italiano.

## Storia

### I prodromi
Le prime notizie di una formazione calcistica sita a Correggio risalgono nel 1927, anno in cui risulta iscritta alla Quarta Divisione emiliana la formazione Dopolavoro Pro Italia. La formazione bianco-rossa ottenne due promozioni di fila, per le due stagioni seguenti: la prima vincendo il girone emiliano della Quarta Divisione; la seconda, arrivando prima nel girone A della Terza Divisione Emilia, dopo lo spareggio vinto contro la Dop. Educhiamo; rinunciò a disputare le finali del Direttorio Divisioni Inferiori Nord, ma venne ugualmente ammessa in Seconda Divisione per allargamento dei quadri.
Per le due stagioni successive, 1929-30 e 1930-31, si mantenne in Seconda Divisione, ottenendo piazzamenti nella metà alta della classifica del proprio girone. Tuttavia, alla fine della seconda stagione, rinunciò a reiscriversi al campionato.
Una nuova formazione correggese comparve in Seconda Divisione nel 1937, col nome di A.C. Correggio, in colori rosso-blu. La squadra arrivò prima al debutto, nel girone A emiliano, per poi piazzarsi terza nel girone finale regionale. Nonostante il piazzamento infruttuoso per la promozione, fu comunque ammessa in Prima Divisione dalla FIGC, per allargamento dei quadri. Nelle quattro stagioni successive, si piazzò regolarmente nella parte alta della classifica, nel proprio girone di Prima Divisione. Nella stagione 1940-41, si qualificò al girone finale regionale, piazzandosi quarta e mantenendo di conseguenza la categoria.

### La Pro Italia Correggio e la Serie C
Alla ripresa dei campionati dopo il conflitto bellico, si iscrisse alla Serie C Alta Italia la formazione bianco-rossa della Pro Italia Correggio. Si mantenne nella categoria per le successive tre stagioni. Tuttavia, la riforma dei campionati del 1948, rese il 5º posto ottenuto nel girone L insufficiente a mantenere la categoria. Venendo retrocessa, si iscrisse in Prima Divisione.
Si piazzò 15ª e ultima nelle due stagioni successive: poté mentenere la categoria al termine della prima stagione, 1948-49, per un allargamento dei quadri; al termine della seconda, venne retrocessa in Seconda Divisione.

### L'US Libertas
A ripresentarsi al massimo livello regionale, diventato Promozione, fu nel 1953 la formazione giallo-blu dell'U.S. Libertas Correggio. Nel 1955, fu raggiunta da una seconda rappresentativa cittadina, l'U.S. Correggese Mangimi Coop, in casacca rossa. Nel 1957, conclusa la quarta stagione in Promozione al 3º posto, la Libertas ottenne il ripescaggio nel neonato Campionato Interregionale, mentre la Correggese M.C. venne ammessa al Campionato Dilettanti.
La Libertas rimase nell'Interregionale, poi diventata Serie D, per ulteriori 4 stagioni. Ottenne il miglior risultato nella stagione 1959-60, grazie al 4º posto nel girone B. La stagione seguente, tuttavia, non andò oltre il 18º e ultimo posto nel girone C, venendo di conseguenza retrocessa in Prima Categoria, nuovo massimo torneo regionale, tornando nello stesso campionato della Correggese M.C..
Le due formazioni correggesi competerono insieme in Prima Categoria per le successive due stagioni. Nel 1963 venne retrocessa in Seconda Categoria la Correggese M.C., dato il 15º posto nel girone C. La stagione seguente, avvenne lo stesso per la Libertas, avendo raggiunto il medesimo piazzamento.

### L'US Correggese
Nel 1970, ad avvicendarsi nuovamente al massimo campionato regionale, tornato a chiamarsi Promozione, fu l'U.S. Correggese. Da quell'anno, per 33 delle successive 36 stagioni, a eccezione del 1981-82, del 1983-84 e del 1984-85, la formazione rossa si mantenne regolarmente al massimo livello regionale, dal 1991 divenuto Eccellenza. Nelle diverse stagioni, la squadra ottenne diversi piazzamenti tra le prime 3 del girone: in particolare, nella stagione 1990-91 raggiunse il 1º posto nel girone C, che le consentì di avvicendarsi al triangolare finale delle vincitrici emiliane; tuttavia, non ottenne un risultato sufficiente alla promozione in Interregionale.
Nel 2006, in conseguenza del 16º posto nel girone A emiliano, la squadra venne retrocessa in Promozione. Nelle stagioni seguenti, la squadra si piazzò nella parte medio-bassa della classifica del proprio girone. Nel 2008, dopo aver maturato il 12º posto nel girone B emiliano, arrivò a perdere i play-out contro il Fabbrico, venendo tuttavia ripescata. La stagione seguente, ripeté lo stesso epilogo in campionato, riuscendo tuttavia a battere il Real San Prospero ai play-out, mantenendo quindi la categoria sul campo. Nel 2010, ribaltò le sorti concludendo il campionato al 1º posto nel girone B emiliano, ottenendo quindi la promozione in Eccellenza.

### La Correggese Calcio e la Serie D
Nel 2013, a frutto del 2º posto ottenuto nel girone A di Eccellenza Emilia-Romagna, si qualificò ai play-off nazionali, dove perse in finale contro il Terracina. Tuttavia i risultati ottenuti le permisero di ottenere il ripescaggio in Serie D. Fu la prima formazione correggese a raggiungere il semi-professionismo in 52 anni.
Al debutto, ottenne il 2º posto nel girone D di Serie D, venendo qualificata ai play-off nazionali. Raggiunse la vittoria, battendo in finale l'Akragas. Tuttavia non entrò in graduatoria per il ripescaggio nella neonata Lega Pro, data la lunga lista di retrocessioni provenienti dalla Lega Pro Seconda Divisione, che ebbero precedenza nella stessa graduatoria.
I risultati ottenuti le permisero di ottenere un posto per la Coppa Italia della stagione successiva, nella quale si fermò al primo turno.
Fino al 2017 la Correggese arrivò sempre tra le prime 5 nel girone D, ottenendo l'accesso ai play-off, senza tuttavia ripetere il successo del 2014. Nel 2018, dato il 19º posto finale, subì la retrocessione diretta, facendo ritorno in Eccellenza.
La permanenza in Eccellenza durò una sola stagione, riuscendo a ottenere il 1º posto finale nel girone A emiliano e conquistando nuovamente l'accesso alla Serie D.

## Cronistoria
Fonti:

## Colori e simboli
I colori della maglia della Correggese sono il bianco e il rosso. Lo stemma consiste in una testa di tigre stilizzata, a colori bianco e rosso.

## Società

### Organigramma societario
Fonti:
- Gabriele Marani - Presidente
- Luigi Moretti - Vice Presidente
- Andrea Rossetti - Direttore Sportivo

## Allenatori e presidenti
| Allenatori - 1948-2009 ... - 2009-2011 Enrico Zanasi - 2011-2012 Maurizio Galantini Davide Belletti - 2012-2013 Francesco Salmi - 2013-2015 Massimo Bagatti - 2015-2016 Giacomo Lazzini Nicola Campedelli Eugenio Benuzzi - 2016-2017 Massimo Bagatti Eugenio Benuzzi - 2017-2018 Salvatore Marra Gabriele Graziani Cristiano Masitto - 2018-2020 Cristian Serpini - 2020-2021 Mattia Gori Fabio Bazzani - estate 2021 Simone Barone - 2021-2022 Gabriele Graziani - 2022-2023 Gabriele Graziani Antonio Soda - 2023-2024 Claudio Gallicchio - 2024-2025 Claudio Gallicchio Ivano Rossi | Presidenti - ?-2010 Gianluca Catelani - 2010-2021 Claudio Lazzaretti - 2021-oggi Gabriele Marani |

## Palmarès

### Competizioni regionali
- Eccellenza: 2

2018-2019 (girone A), 2024-2025 (girone A)
- Promozione: 2

1990-1991 (girone C), 2009-2010 (girone B)
- Supercoppa Emilia Romagna: 2

2018-2019, 2024-2025
- Campionato Interregionale - Seconda Categoria: 1

1957-1958
- Seconda Divisione: 1

1937-1938 (girone A)
- Campionato italiano di terza divisione: 1

1928-1929 (girone A)

## Statistiche e record

### Partecipazione ai campionati nazionali
| Livello | Categoria                                     | Partecipazioni | Debutto   | Ultima stagione | Totale |
| ------- | --------------------------------------------- | -------------- | --------- | --------------- | ------ |
| 3º      | Serie C                                       | 3              | 1945-1946 | 1947-1948       | 3      |
| 4º      | Seconda Divisione                             | 1              | 1929-1930 | 1929-1930       | 12     |
| 4º      | Campionato Interregionale                     | 1              | 1958-1959 | 1958-1959       | 12     |
| 4º      | Serie D                                       | 11             | 1959-1960 | 2025-2026       | 12     |
| 5º      | Campionato Interregionale - Seconda Categoria | 1              | 1957-1958 | 1957-1958       | 2      |
| 5º      | Serie D                                       | 1              | 2013-2014 | 2013-2014       | 2      |

### Partecipazione alle coppe nazionali
| Competizione            | Partecipazioni | Debutto   | Ultima stagione | Totale |
| ----------------------- | -------------- | --------- | --------------- | ------ |
| Coppa Italia            | 1              | 2014-2015 | 2014-2015       | 1      |
| Coppa Italia Serie D    | 10             | 2013-2014 | 2025-2026       | 10     |
| Coppa Italia Dilettanti | 1              | 1979-1980 | 1979-1980       | 1      |